# Santar (Arcos de Valdevez)
Santar ist ein Ort und eine ehemalige Gemeinde (Freguesia) im nordportugiesischen Kreis Arcos de Valdevez. In der Gemeinde lebten 164 Einwohner (Stand 30. Juni 2011).
Am 29. September 2013 wurden die Gemeinden Santar und Guilhadeses zur neuen Gemeinde União das Freguesias de Guilhadeses e Santar zusammengefasst.